# Дюпонт (Індіана)
Дюпонт (англ. Dupont) — місто (англ. town) в США, в окрузі Джефферсон штату Індіана. Населення — 343 особи (2020).

## Географія
Дюпонт розташований за координатами 38°53′29″ пн. ш. 85°31′1″ зх. д. / 38.89139° пн. ш. 85.51694° зх. д. (38.891437, -85.516879).  За даними Бюро перепису населення США в 2010 році місто мало площу 2,64 км², уся площа — суходіл.

## Демографія
Згідно з переписом 2010 року, у місті мешкало 339 осіб у 117 домогосподарствах у складі 87 родин. Густота населення становила 129 осіб/км².  Було 148 помешкань (56/км²).
Расовий склад населення:
| - 95,9 % — білих - 2,1 % — чорних або афроамериканців - 2,1 % — осіб інших рас |

До двох чи більше рас належало 0,0 %. Частка іспаномовних становила 2,7 % від усіх жителів.
За віковим діапазоном населення розподілялося таким чином: 31,6 % — особи молодші 18 років, 58,4 % — особи у віці 18—64 років, 10,0 % — особи у віці 65 років та старші. Медіана віку мешканця становила 33,9 року. На 100 осіб жіночої статі у місті припадало 108,0 чоловіків;  на 100 жінок у віці від 18 років та старших — 103,5 чоловіків також старших 18 років.
Середній дохід на одне домашнє господарство  становив 65 212 долари США (медіана — 49 000), а середній дохід на одну сім'ю — 74 127 доларів (медіана — 61 250). За межею бідності перебувало 12,2 % осіб, у тому числі 13,3 % дітей у віці до 18 років та 0,0 % осіб у віці 65 років та старших.
Цивільне працевлаштоване населення становило 128 осіб. Основні галузі зайнятості: виробництво — 28,9 %, освіта, охорона здоров'я та соціальна допомога — 24,2 %, мистецтво, розваги та відпочинок — 9,4 %, публічна адміністрація — 8,6 %.